# Mark Knopfler

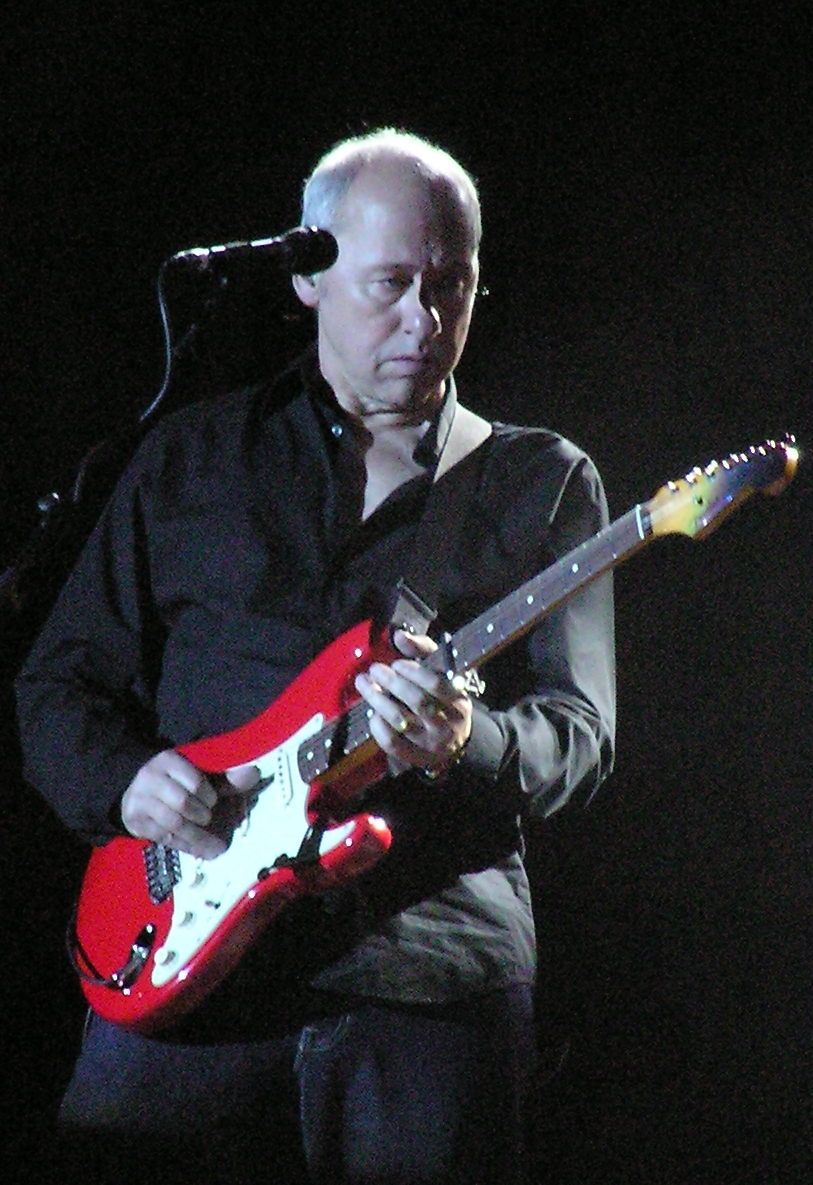
Mark Knopfler na koncercie w Hamburgu w 2006 roku z gitarą Fender Stratocaster

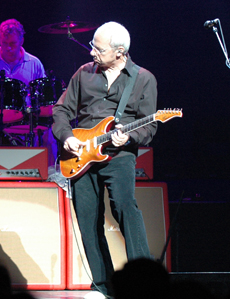
Mark Knopfler na koncercie w Ottawie, 3 lipca 2005

Mark Freuder Knopfler (ur. 12 sierpnia 1949 w Glasgow) – brytyjski gitarzysta, kompozytor i wokalista.
Przed rozpoczęciem kariery muzycznej pracował także jako dziennikarz i wykładowca. Jest najbardziej znany jako lider zespołu Dire Straits, ale grał także z innymi zespołami (przede wszystkim z Notting Hillbillies) i artystami (między innymi z Chetem Atkinsem, Erikiem Claptonem, Tiną Turner, Bobem Dylanem, Philem Lynottem, B.B Kingiem, Philem Collinsem, Stingiem). Jest także kompozytorem muzyki filmowej.
Magazyn Rolling Stone umieścił go w 2003 roku na 27. miejscu listy najlepszych gitarzystów wszech czasów. Na liście wydanej w 2011 roku jest na 44. pozycji.

## Życiorys
Urodził się w Glasgow jako syn żydowskiego architekta (przybyłego z Węgier do Wielkiej Brytanii w obawie przed prześladowaniami za antyfaszystowskie poglądy) i Angielki. W połowie lat 50. przeprowadził się z rodziną do Newcastle upon Tyne. Na gitarze nauczył się grać jeszcze jako nastolatek, ale został profesjonalnym muzykiem dopiero w latach 70., po ukończeniu uniwersytetu i kilkuletniej pracy dziennikarza. Mimo swojej leworęczności gra na gitarze praworęcznie; inną charakterystyczną cechą jego subtelnego stylu i dość unikalnego brzmienia jest nieużywanie kostki, lecz palców. Najczęściej używa gitar elektrycznych. Jego nazwiskiem sygnowana jest odmiana gitary Fender Stratocaster, również firma Pensa produkuje gitarę MK powstałą w wyniku współpracy z Knopflerem.
Do tej pory sprzedano ponad 100 milionów płyt nagranych przez Knopflera i grupy, w których występował. Ukończył anglistykę na Uniwersytecie w Leeds, ma także honorowy doktorat muzyczny nadany przez Uniwersytet w Newcastle. Uznawany jest za jednego z najlepszych gitarzystów w historii rocka.
Oficer Orderu Imperium Brytyjskiego (OBE).
Był trzykrotnie żonaty. 4 marca 1972 ożenił się ze starszą o rok Kathy White, nauczycielką spod Newcastle, której rodzina prowadziła gospodarstwo rolne. Nieudane małżeństwo szybko się rozpadło, ale rozwód nastąpił dopiero w 1979. Po raz drugi ożenił się w listopadzie 1983 z 31-letnią rozwódką Lourdes Salomone. 8 listopada 1987 został ojcem bliźniaków Benjamina i Josepha. Małżeństwo zakończyło się rozwodem w 1993. 14 lutego 1997 na Barbadosie ożenił się z brytyjską aktorką i pisarką Kitty Aldridge, z którą był związany już od trzech lat. Ma z nią dwie córki.

## Koncerty w Polsce
Artysta siedmiokrotnie odwiedził Polskę: 10 czerwca 2001 zagrał w warszawskiej Sali Kongresowej, a 6 i 7 maja 2005 wystąpił w katowickim Spodku i na warszawskim Torwarze. Kolejny koncert Marka Knopflera na Torwarze w ramach promocji płyty Kill to Get Crimson odbył się 2 maja 2008 roku. 2 lipca 2010 zagrał koncert we wrocławskiej Hali Stulecia w ramach trasy koncertowej promującej album Get Lucky. W Łodzi w hali Atlas Arena Knopfler zagrał 8 maja 2013 roku. Koncert promujący płytę Tracker odbył się w Krakowie w Tauron Arenie 13 lipca 2015 roku. Ostatnia wizyta artysty w Polsce odbyła się w ramach światowego tournee promującego album Down the Road Wherever. Mark Knopfler wystąpił 10 lipca 2019 w Tauron Arenie w Krakowie i 11 lipca 2019 w ERGO Arena w Gdańsku. Utwór „Matchstick Man” zarejestrowany podczas koncertu w Krakowie znalazł się na składance koncertowej z tej trasy, jaka została udostępniona oficjalnie osobom, które kupiły bilety poprzez oficjalną stronę muzyka.

## Wykształcenie, kariera zawodowa
Jest magistrem anglistyki Uniwersytetu w Leeds, tytuł ten otrzymał w roku 1973.
Otrzymał również trzy muzyczne doktoraty honoris causa – w 1993 r. Uniwersytetu w Newcastle, w 1995 r. Uniwersytetu w Leeds oraz w 2007 r. Uniwersytetu w Sunderland.

## Gitary
Mark Knopfler używa, między innymi, następujących gitar:
- Czerwony Fender Stratocaster 1961/2 (palisandrowa podstrunnica)
- Czerwony Fender Stratocaster 1962 (klonowa podstrunnica)
- Fender Stratocaster 1954 „The Jurassic Strat”
- Fender Telecaster
- Gibson Les Paul
- Czarna Pensa, Pierwsza gitara Marka Knopflera zbudowana na zamówienie przez Johna Suhra, nazwana Pensa-Suhr R – Custom
- Pensa-Suhr MK-1 1988 (wykończenie maple, przetworniki EMG H-S-S), razem z innymi modelami Suhra podstawowy sprzęt w latach 1987–1992
- Czarna Pensa-Suhr 1986, bądź 1987, EMG H-S-S
- Pensa-Suhr flamed koa top S-S-S (3xLindsy Fralin '54)
- Pensa Suhr flamed maple top S-S-S (3xSeymour Duncan Antiquity), skrócona skala (Gibson scale)
- Czerwony Schecter Strat- 1980-85 podstawowy instrument, początkowo 3xSchecter F500T pickups, później zmienione na przetworniki Seymour Duncan
- Schecter Sunburst Strat- Podstawowy instrument użyty do nagrania „Tunnel of Love” na albumie Making Movies. Skradziona niedługo po wydaniu albumu
- Schecter Sunburst Strat Custom serial no. S8001
- Gitara rezofoniczna National Style-O Resonator guitar – (m.in. w utworach „Romeo and Juliet”, „Telegraph Road”, „Done With Bonaparte”)
- Gibson model Chet Atkins (nylonowe struny)

## Dyskografia

### Albumy studyjne
| Golden Heart                | - Data: 26 marca 1996 - Wydawca: Warner Bros.           | 105 | 5 | 8  | 3 | 9  | 38 | 16 | 28 | 28 | - CAN: złota płyta - UK: złota płyta                                                              |
| Sailing to Philadelphia     | - Data: 26 września 2000 - Wydawca: Mercury             | 60  | 1 | 2  | 2 | 4  | 7  | 11 | 16 | 9  | - GER: platynowa płyta - UK: złota płyta - FIN: złota płyta - USA: złota płyta - CAN: złota płyta |
| The Ragpicker’s Dream       | - Data: 30 września 2002 - Wydawca: Universal           | 38  | 4 | 9  | 2 | 7  | 4  | 8  | 47 | 14 | - UK: złota płyta - FRA: złota płyta - GER: złota płyta                                           |
| Shangri-La                  | - Data: 28 września 2004 - Wydawca: Warner Bros.        | 66  | 3 | 14 | 4 | 11 | 5  | –  | –  | 15 | - UK: złota płyta - GER: złota płyta                                                              |
| Kill to Get Crimson         | - Data: 17 września 2007 - Wydawca: Mercury             | 26  | 2 | 10 | 4 | 9  | 9  | –  | 47 | 5  | - POL: złota płyta - UK: srebrna płyta                                                            |
| Get Lucky                   | - Data: 14 września 2009 - Wydawca: Mercury             | 17  | 2 | 10 | 3 | 9  | 10 | 5  | 43 | 3  | - POL: złota płyta - GER: złota płyta - UK: srebrna płyta                                         |
| Privateering                | - Data: 3 września 2012 - Wydawca: Mercury              | 65  | 1 | 1  | 1 | 8  | 10 | 3  | 25 | 4  | - GER: złota płyta - POL: platynowa płyta                                                         |
| Tracker                     | - Data: 16 marca 2015 - Wydawca: Mercury                | 14  | 1 | 1  | 1 | 3  | 6  | 5  | 12 | 3  | - POL: platynowa płyta                                                                            |
| Down the Road Wherever      | - Data: 16 listopada 2018 - Wydawca: Universal          | 15  | 3 | 4  | 5 | 17 | 17 | 10 | 14 | 7  | - POL: złota płyta                                                                                |
| One Deep River              | - Data: 12 kwietnia 2024 - Wydawca: Blue Note/EMI Music | 157 | 1 | 1  | 2 | 3  | 6  | 15 | 48 | 3  |                                                                                                   |
| „–” album nie był notowany. |                                                         |     |   |    |   |    |    |    |    |    |                                                                                                   |

### Współpraca
| Neck and Neck (oraz Chet Atkins)          | - Data: 9 października 1990 - Wydawca: Columbia | 127 | 61 | – | – | 41 | –  | –  | –  | –  |                                      |
| All the Roadrunning (oraz Emmylou Harris) | - Data: 24 kwietnia 2006 - Wydawca: Mercury     | 17  | 3  | 8 | 3 | 8  | 17 | 19 | 41 | 19 | - UK: złota płyta - GER: złota płyta |
| „–” album nie był notowany.               |                                                 |     |    |   |   |    |    |    |    |    |                                      |

### Albumy koncertowe
| Tytuł                                       | Dane dot. albumu                             | Pozycja na liście |
| Tytuł                                       | Dane dot. albumu                             | GER               |
| ------------------------------------------- | -------------------------------------------- | ----------------- |
| Real Live Roadrunning (oraz Emmylou Harris) | - Data: 14 listopada 2006 - Wydawca: Mercury | 44                |

### Minialbumy
| Tytuł                    | Dane dot. albumu                                          |
| ------------------------ | --------------------------------------------------------- |
| One Take Radio Sessions  | - Data: 21 czerwca 2005 - Wydawca: Mercury, Warner Bros.  |
| The Trawlerman’s Song EP | - Data: 26 kwietnia 2005 - Wydawca: Mercury, Warner Bros. |

### Muzyka filmowa
| Local Hero                               | - Data: marzec 1983 - Wydawca: Warner Bros.         | 38 | 21 | 14 | 38 | –  | - UK: srebrna płyta |
| Music by Mark Knopfler from the Film Cal | - Data: 24 sierpnia 1984 - Wydawca: Vertigo         | –  | 31 | 65 | –  | –  |                     |
| Comfort and Joy                          | - Data: 27 lipca 1984 - Wydawca: Vertigo            | –  | –  | –  | –  | –  |                     |
| The Princess Bride                       | - Data: 12 listopada 1987 - Wydawca: Warner Bros.   | –  | –  | –  | –  | –  |                     |
| Last Exit to Brooklyn                    | - Data: 3 października 1989 - Wydawca: Warner Bros. | –  | –  | –  | –  | –  |                     |
| Screenplaying                            | - Data: 9 listopada 1993 - Wydawca: Warner Bros.    | –  | 21 | –  | 15 | –  |                     |
| Wag the Dog                              | - Data: 13 stycznia 1998 - Wydawca: Mercury         | –  | 83 | –  | –  | –  |                     |
| Metroland: Music and Songs from the Film | - Data: 23 marca 1999 - Wydawca: Warner Bros.       | –  | –  | –  | –  | –  |                     |
| A Shot at Glory                          | - Data: 28 kwietnia 2002 - Wydawca: Mercury         | –  | –  | –  | –  | –  |                     |
| Altamira (oraz Evelyn Glennie)           | - Data: 1 kwietnia 2016 - Wydawca: Universal        | –  | 74 | –  | –  | 37 |                     |
| „–” album nie był notowany.              |                                                     |    |    |    |    |    |                     |

## Wideografia
| A Night in London                           | - Data: 1996 - Wydawca: Mercury              | – |
| Real Live Roadrunning (oraz Emmylou Harris) | - Data: 14 listopada 2006 - Wydawca: Mercury | 7 |
| „–” album nie był notowany.                 |                                              |   |